# Ablativo absoluto
O ablativo absoluto é uma construção típica do latim. Em uma oração subordinada reduzida de particípio, com um substantivo e um particípio, eles vão para o caso ablativo. A principal característica do ablativo absoluto é a ausência total de vínculos entre a expressão e a proposição principal. Isto é, o ablativo absoluto é totalmente independente. Daí o nome "absoluto".
Exemplos:
- Urbe capta, Aeneas fugit — depois de ter sido tomada a cidade, Enéias fugiu; ou ainda: tomada a cidade, Enéias fugiu.[1] Urbe é o substantivo, e capta é o particípio.
- Bello finito, milites Romam redierunt — terminada a guerra, os soldados voltaram a Roma.[1]